# 14990 Zermelo
14990 Zermelo este un asteroid din centura principală de asteroizi.

## Descriere
14990 Zermelo este un asteroid din centura principală de asteroizi. A fost descoperit pe 31 octombrie 1997 la Prescott (Arizona) de Paul G. Comba. Asteroidul prezintă o orbită caracterizată de o semiaxă mare de 2,97 ua, o excentricitate de 0,08 și o înclinație de 1,5° în raport cu ecliptica.